# Turnera annularis
Turnera annularis är en passionsblomsväxtart som beskrevs av Ignatz Urban. Turnera annularis ingår i släktet Turnera och familjen passionsblomsväxter. Inga underarter finns listade i Catalogue of Life.